# Фриас, Мануэль де
Мануэль де Фриас (исп. Manuel de Frías; ок. 1568, Рио-де-ла-Плата и Парагвай — 1627, Сальта) — испанский военный, прокурор и колониальный деятель, который занимал должности вице-губернатора Санта-Фе (1599—1603), вице-губернатора Буэнос-Айреса (1603, 1608—1609, 1611—1612) и губернатора Парагвая (1621—1627).

## Биография
Мануэль де Фриас родился около 1568 года в губернаторстве Рио-де-ла-Плата и Парагвай.
Капитан Фриас был назначен вице-губернатором Санта-Фе с 1599 по начало 1603 года, а затем периодически становился вице-губернатором Буэнос-Айреса (1603, 1608—1609, 1611—1612).
Около 1616 года ему пришлось отправиться в Мадрид, чтобы выступать перед королем Испании Филиппом III в качестве генерального прокурора губернатора Эрнандо Ариаса де Сааведры во время его последнего правления, которое закончилось 17 мая 1618 года.
Последний посвятил себя внутренней организации правительства, строгому соблюдению постановлений судьи Франсиско де Альфаро 1612 года относительно колониальных прав аборигенов. Кроме того, губернатор посвятил себя отражению угрозы голландских корсаров, которые опустошали город Буэнос-Айрес в конце 1615 года.
Прибыв на полуостров, Мануэль де Фриас вновь обратился к монарху с просьбой разделить обширную территорию, отменить некоторые положения указов Альфаро — в отличие от Эрнандариаса — и получить разрешение на установление торговли между Буэнос-Айресом и Севильей, поскольку португальцы получали наибольшую выгоду от контрабанды по Рио-де-ла-Плата.
В ответ на это был издан Королевский указ от 16 декабря 1617 года, в котором говорилось об отделении правительства Асунсьона от правительства Гуайры с целью формирования нового правительства Парагвая от остальной части Рио-де-ла-Платы.
Территория Рио-де-ла-Платы состояла из правительственных владений Буэнос-Айреса, Санта-Фе, Корриентеса и Консепсьон-дель-Бермехо. Окончательно это было осуществлено в 1618 году.
Мануэль де Фриас был назначен первым губернатором, временно проживающим в Мадриде, 22 апреля прошлого года, но он не был у власти, поскольку он продолжал посвящать себя представительству на полуострове для решения различных вопросов, один из них касался незаконной торговли, которая осуществлялась безнаказанно советником совета Буэнос-Айреса Хуаном де Вергарой и португальским евреем, обращенным в христианство Диего де Вегой, оба из которых были лидерами стороны «конфедератов», по этой причине он посоветовал королю в письме изгнать их.
Пока Мануэль де Фриас оставался в Европе, его временной заменой в этот период был Педро Уртадо де Мендоса, занимавший эту должность до 21 октября 1621 года, даты его вступления в должность.
Придя к власти, его правительство сосредоточило усилия на консолидации деятельности иезуитов и сокращении их численности в провинции Асунсьон, которая со времен Эрнандариаса основывала города, такие как Каасапа, Лорето, Юти и Сан-Хоакин. Он вызвал неприязнь тех, кто торговал с Бразилией, поскольку разрешил установить прямую торговлю между Севильей и Буэнос-Айресом.
Он также столкнулся с епископом Томасом де Торресом в длительном споре, поскольку священнослужитель был полон решимости примирить Фриаса с его бывшей женой Леонор Мартель де Гусман, с которой он жил раздельно в течение десяти лет. Губернатор Фриас воспротивился этому, и в ответ епископ стал угрожать ему и сформировал фракции, а также отлучил его оппонентов, проигнорировав правовые средства, использованные против его злодеяний, до такой степени, что скандал вышел за рамки всего вице-королевства Перу.
В 1626 году Фриас был вызван на Королевскую аудиенсию Чаркас, поэтому ему пришлось отправиться в Верхнее Перу, оставив вместо себя своего лейтенанта Диего де Рего и Мендосу, но жители Асунсьона, признавая его работу на посту губернатора, и прежде всего за победу над пайягуаэс и гуайкуру и наказав их, послали своего представителя в его защиту, в результате чего дело было решено в его пользу.
Восстановленный на посту командующего, но так и не вернувшийся к исполнению своих обязанностей, Мануэль де Фриас умер по пути в город Асунсьон, столицу нового правительства, в городе Сальта в 1627 году.

## Семья
Около 1598 года Мануэль Фриас женился на Леонор Мартель де Гусман, дочери Гонсало Мартеля де Гусмана (1554—1589), вице-губернатора Санта-Фе, и его жены Изабель де Карвахаль. Последняя была дочерью капитана Руя Диаса де Мельгарехо, назначенного вице-губернатором Гуайры с 1575 года, и его жены Эльвиры де Бесерра и Контрерас Мендоса, невестки губернатора Рио-де-ла-Плата-Парагвая Хуана де Гарая. Около 1612 года он расстался со своей женой Леонорой Мартель.